# Placa Eurasiatică
Placa Eurasiatică este o placă tectonică care cuprinde cea mai mare parte a continentului Eurasiei (o masă de teren formată din continentele tradiționale Europa și Asia), cu excepțiile notabile ale subcontinentului indian, subcontinentului arab și zonei de la est de Muntele Cerskogo în Siberia de Est. De asemenea, include crusta oceanică care se extinde spre vest până la Dorsala Atlantică și spre nord până la Dorsala Gakkel.
Partea estică este o graniță cu Placa Nord-Americană și o delimitare cu Placa Mării Filipine la sud și, eventual, cu Placa Okhotsk și Placa Amuriană. Partea de sud este o delimitare cu Placa Africană la vest, Placa Arabă la mijloc și Placa Indo-Australiană la est. Partea vestică este o graniță divergentă, cu Placa de Nord a Americii care formează partea cea mai nordică a Coastei Mid-Atlantice, care este înconjurată de Islanda. Toate erupțiile vulcanice din Islanda, cum ar fi erupția Eldfell din 1973, erupția lui Laki din 1783 și erupția din 2010 a Eyjafjallajökull, sunt cauzate de deplasarea plăcilor Nord-Americane și eurasiatice, ceea ce este rezultatul forțelor graniței plăcilor divergente.

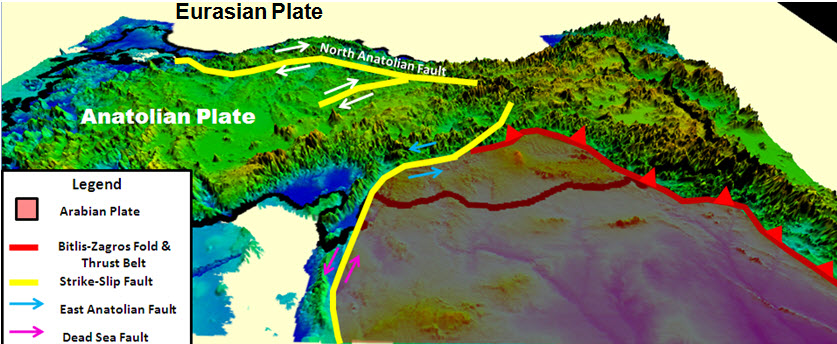
Placi eurasiatice și anatoliene

Geodinamica Asiei Centrale este dominată de interacțiunea dintre plăcile eurasiatice și indiene. În această zonă, au fost recunoscute multe subplăci sau blocuri de cruste, care formează zonele de tranzit din Asia Centrală și Asia de Est.

## Vezi și
- Placa Sunda